# Lista över fornlämningar i Tanums kommun (Naverstad)
Lista över fornlämningar i Tanums kommun (Naverstad) är en förteckning av ett urval av de fornlämningar som finns i Naverstad i Tanums kommun.
| Namn                                  | Lämningstyp         | Tillkomsttid | Historisk indelning | Plats | Läge                 | ID-nr          | Bild                                      |
| ------------------------------------- | ------------------- | ------------ | ------------------- | ----- | -------------------- | -------------- | ----------------------------------------- |
| Naverstad 1:1                         | Stensättning        |              | Naverstad, Bohuslän |       | 58.885435, 11.467668 | 10158300010001 | Ladda upp en bild av detta fornminne      |
| Naverstad 2:1                         | Stensättning        |              | Naverstad, Bohuslän |       | 58.874352, 11.492001 | 10158300020001 | Ladda upp en bild av detta fornminne      |
| Naverstad 4:1                         | Hög                 |              | Naverstad, Bohuslän |       | 58.882070, 11.510618 | 10158300040001 | Ladda upp en bild av detta fornminne      |
| Naverstad 6:1                         | Hög                 |              | Naverstad, Bohuslän |       | 58.876474, 11.522535 | 10158300060001 | Ladda upp en bild av detta fornminne      |
| Naverstad 6:2                         | Hög                 |              | Naverstad, Bohuslän |       | 58.876850, 11.522745 | 10158300060002 | Ladda upp en bild av detta fornminne      |
| Naverstad 10:1                        | Hög                 |              | Naverstad, Bohuslän |       | 58.876181, 11.530421 | 10158300100001 | Ladda upp en bild av detta fornminne      |
| Naverstad 10:2                        | Hög                 |              | Naverstad, Bohuslän |       | 58.876061, 11.530593 | 10158300100002 | Ladda upp en bild av detta fornminne      |
| Naverstad 10:3                        | Hög                 |              | Naverstad, Bohuslän |       | 58.876224, 11.531127 | 10158300100003 | Ladda upp en bild av detta fornminne      |
| Naverstad 10:4                        | Hög                 |              | Naverstad, Bohuslän |       | 58.876357, 11.531294 | 10158300100004 | Ladda upp en bild av detta fornminne      |
| Naverstad 10:5                        | Hög                 |              | Naverstad, Bohuslän |       | 58.876379, 11.531518 | 10158300100005 | Ladda upp en bild av detta fornminne      |
| Naverstad 20:1                        | Hög                 |              | Naverstad, Bohuslän |       | 58.877331, 11.539911 | 10158300200001 | Ladda upp en bild av detta fornminne      |
| Naverstad 21:1                        | Hög                 |              | Naverstad, Bohuslän |       | 58.876747, 11.540708 | 10158300210001 | Ladda upp en bild av detta fornminne      |
| Naverstad 21:2                        | Hög                 |              | Naverstad, Bohuslän |       | 58.876690, 11.540872 | 10158300210002 | Ladda upp en bild av detta fornminne      |
| Naverstad 21:3                        | Hög                 |              | Naverstad, Bohuslän |       | 58.876816, 11.540872 | 10158300210003 | Ladda upp en bild av detta fornminne      |
| Naverstad 29:1                        | Hög                 |              | Naverstad, Bohuslän |       | 58.866923, 11.565358 | 10158300290001 | Ladda upp en bild av detta fornminne      |
| Naverstad 29:2                        | Röse                |              | Naverstad, Bohuslän |       | 58.867069, 11.564955 | 10158300290002 | Ladda upp en bild av detta fornminne      |
| Naverstad 30:1                        | Hög                 |              | Naverstad, Bohuslän |       | 58.866168, 11.564216 | 10158300300001 | Ladda upp en bild av detta fornminne      |
| Naverstad 40:1                        | Röse                |              | Naverstad, Bohuslän |       | 58.848660, 11.554988 | 10158300400001 | Ladda upp en bild av detta fornminne      |
| Naverstad 41:1                        | Röse                |              | Naverstad, Bohuslän |       | 58.845504, 11.570447 | 10158300410001 | Ladda upp en bild av detta fornminne      |
| Naverstad 43:1                        | Röse                |              | Naverstad, Bohuslän |       | 58.853079, 11.576830 | 10158300430001 | Ladda upp en bild av detta fornminne      |
| Naverstad 43:2                        | Röse                |              | Naverstad, Bohuslän |       | 58.852974, 11.576654 | 10158300430002 | Ladda upp en bild av detta fornminne      |
| Naverstad 44:1                        | Röse                |              | Naverstad, Bohuslän |       | 58.853493, 11.578246 | 10158300440001 | Ladda upp en bild av detta fornminne      |
| Naverstad 47:1                        | Stensättning        |              | Naverstad, Bohuslän |       | 58.840914, 11.572490 | 10158300470001 | Ladda upp en bild av detta fornminne      |
| Naverstad 47:2                        | Stensättning        |              | Naverstad, Bohuslän |       | 58.840941, 11.572260 | 10158300470002 | Ladda upp en bild av detta fornminne      |
| Naverstad 47:3                        | Stensättning        |              | Naverstad, Bohuslän |       | 58.840708, 11.572276 | 10158300470003 | Ladda upp en bild av detta fornminne      |
| Naverstad 47:4                        | Stensättning        |              | Naverstad, Bohuslän |       | 58.840736, 11.572081 | 10158300470004 | Ladda upp en bild av detta fornminne      |
| Naverstad 48:1                        | Röse                |              | Naverstad, Bohuslän |       | 58.839851, 11.572919 | 10158300480001 | Ladda upp en bild av detta fornminne      |
| Naverstad 48:2                        | Hög                 |              | Naverstad, Bohuslän |       | 58.839918, 11.573256 | 10158300480002 | Ladda upp en bild av detta fornminne      |
| Naverstad 53:1                        | Röse                |              | Naverstad, Bohuslän |       | 58.856881, 11.657512 | 10158300530001 | Ladda upp en bild av detta fornminne      |
| Naverstad 54:1                        | Röse                |              | Naverstad, Bohuslän |       | 58.857329, 11.662094 | 10158300540001 | Ladda upp en bild av detta fornminne      |
| Porsås kyrka (Naverstad 55:1)         | Röse                |              | Naverstad, Bohuslän |       | 58.855641, 11.663861 | 10158300550001 | Ladda upp en bild av detta fornminne      |
| Naverstad 57:1                        | Röse                |              | Naverstad, Bohuslän |       | 58.839724, 11.703450 | 10158300570001 | Ladda upp en bild av detta fornminne      |
| Naverstad 67:1                        | Stensättning        |              | Naverstad, Bohuslän |       | 58.826349, 11.554727 | 10158300670001 | Ladda upp en bild av detta fornminne      |
| Naverstad 67:2                        | Stensättning        |              | Naverstad, Bohuslän |       | 58.826447, 11.554714 | 10158300670002 | Ladda upp en bild av detta fornminne      |
| Naverstad 68:1                        | Hög                 |              | Naverstad, Bohuslän |       | 58.821241, 11.544494 | 10158300680001 | Ladda upp en bild av detta fornminne      |
| Naverstad 70:1                        | Hög                 |              | Naverstad, Bohuslän |       | 58.819131, 11.547600 | 10158300700001 | Ladda upp en bild av detta fornminne      |
| Kinnekulle (Naverstad 74:1)           | Hög                 |              | Naverstad, Bohuslän |       | 58.812124, 11.544071 | 10158300740001 | Ladda upp en bild av detta fornminne      |
| Kinnekulle (Naverstad 74:2)           | Hällristning        |              | Naverstad, Bohuslän |       | 58.812106, 11.544089 | 10158300740002 | Ladda upp en bild av detta fornminne      |
| Gullhög (Naverstad 95:1)              | Hög                 |              | Naverstad, Bohuslän |       | 58.804211, 11.541840 | 10158300950001 | Ladda upp en bild av detta fornminne      |
| Gullhög (Naverstad 95:2)              | Hög                 |              | Naverstad, Bohuslän |       | 58.804237, 11.542114 | 10158300950002 | Ladda upp en bild av detta fornminne      |
| Naverstad 97:1                        | Hög                 |              | Naverstad, Bohuslän |       | 58.802760, 11.548787 | 10158300970001 | Ladda upp en bild av detta fornminne      |
| Naverstad 97:2                        | Hög                 |              | Naverstad, Bohuslän |       | 58.802900, 11.548961 | 10158300970002 | Ladda upp en bild av detta fornminne      |
| Naverstad 99:1                        | Gravfält            |              | Naverstad, Bohuslän |       | 58.800430, 11.537274 | 10158300990001 | Ladda upp en bild av detta fornminne      |
| Naverstad 103:1                       | Hög                 |              | Naverstad, Bohuslän |       | 58.798542, 11.549029 | 10158301030001 | Ladda upp en bild av detta fornminne      |
| Naverstad 114:1                       | Röse                |              | Naverstad, Bohuslän |       | 58.796534, 11.573796 | 10158301140001 | Ladda upp en bild av detta fornminne      |
| Naverstad 114:2                       | Hög                 |              | Naverstad, Bohuslän |       | 58.796386, 11.573969 | 10158301140002 | Ladda upp en bild av detta fornminne      |
| Naverstad 116:1                       | Stensättning        |              | Naverstad, Bohuslän |       | 58.762268, 11.473687 | 10158301160001 | Ladda upp en bild av detta fornminne      |
| Naverstad 116:2                       | Stensättning        |              | Naverstad, Bohuslän |       | 58.762199, 11.473487 | 10158301160002 | Ladda upp en bild av detta fornminne      |
| Naverstad 116:3                       | Stensättning        |              | Naverstad, Bohuslän |       | 58.762341, 11.473437 | 10158301160003 | Ladda upp en bild av detta fornminne      |
| Kämpa, Skälmejesten (Naverstad 118:1) | Gravfält            |              | Naverstad, Bohuslän |       | 58.744510, 11.469015 | 10158301180001 | Ladda upp en bild av detta fornminne      |
| Kämpa, Skälmejesten (Naverstad 118:2) | Gravfält            |              | Naverstad, Bohuslän |       | 58.743838, 11.469660 | 10158301180002 | Ladda upp en bild av detta fornminne      |
| Naverstad 133:1                       | Röse                |              | Naverstad, Bohuslän |       | 58.827403, 11.637355 | 10158301330001 | Ladda upp en bild av detta fornminne      |
| Naverstad 133:2                       | Röse                |              | Naverstad, Bohuslän |       | 58.827254, 11.637237 | 10158301330002 | Ladda upp en bild av detta fornminne      |
| Naverstad 135:1                       | Stensättning        |              | Naverstad, Bohuslän |       | 58.832734, 11.707812 | 10158301350001 | Ladda upp en bild av detta fornminne      |
| Naverstad 135:2                       | Stensättning        |              | Naverstad, Bohuslän |       | 58.832589, 11.707794 | 10158301350002 | Ladda upp en bild av detta fornminne      |
| Naverstad 136:1                       | Gravfält            |              | Naverstad, Bohuslän |       | 58.817890, 11.712381 | 10158301360001 | Ladda upp en bild av detta fornminne      |
| Trolleslott (Naverstad 138:1)         | Fornborg            |              | Naverstad, Bohuslän |       | 58.798024, 11.627458 | 10158301380001 | Ladda upp en bild av detta fornminne      |
| Naverstad 144:1                       | Stensättning        |              | Naverstad, Bohuslän |       | 58.797219, 11.680489 | 10158301440001 | Ladda upp en bild av detta fornminne      |
| Naverstad 152:1                       | Gravfält            |              | Naverstad, Bohuslän |       | 58.796571, 11.567604 | 10158301520001 | Ladda upp en bild av detta fornminne      |
| Naverstad 156:1                       | Hög                 |              | Naverstad, Bohuslän |       | 58.786324, 11.549340 | 10158301560001 | Ladda upp en bild av detta fornminne      |
| Naverstad 156:2                       | Stensättning        |              | Naverstad, Bohuslän |       | 58.786362, 11.549127 | 10158301560002 | Ladda upp en bild av detta fornminne      |
| Naverstad 156:3                       | Hög                 |              | Naverstad, Bohuslän |       | 58.786395, 11.549552 | 10158301560003 | Ladda upp en bild av detta fornminne      |
| Naverstad 157:1                       | Stensättning        |              | Naverstad, Bohuslän |       | 58.784681, 11.550816 | 10158301570001 | Ladda upp en bild av detta fornminne      |
| Naverstad 160:1                       | Hög                 |              | Naverstad, Bohuslän |       | 58.779220, 11.546497 | 10158301600001 | Ladda upp en bild av detta fornminne      |
| Naverstad 160:2                       | Hög                 |              | Naverstad, Bohuslän |       | 58.779134, 11.546611 | 10158301600002 | Ladda upp en bild av detta fornminne      |
| Naverstad 161:1                       | Hög                 |              | Naverstad, Bohuslän |       | 58.777068, 11.548380 | 10158301610001 | Ladda upp en bild av detta fornminne      |
| Naverstad 164:1                       | Hög                 |              | Naverstad, Bohuslän |       | 58.767853, 11.559673 | 10158301640001 | Ladda upp en bild av detta fornminne      |
| Kungshögen (Naverstad 165:101)        | Gravfält            |              | Naverstad, Bohuslän |       | 58.769966, 11.562134 | 10158301650101 | Ladda upp en bild av detta fornminne      |
| Kungshögen (Naverstad 165:201)        | Gravfält            |              | Naverstad, Bohuslän |       | 58.770866, 11.560633 | 10158301650201 | Ladda upp en bild av detta fornminne      |
| Naverstad 166:1                       | Gravfält            |              | Naverstad, Bohuslän |       | 58.766029, 11.565553 | 10158301660001 | Ladda upp en till bild av detta fornminne |
| Naverstad 166:2                       | Gravfält            |              | Naverstad, Bohuslän |       | 58.764511, 11.565662 | 10158301660002 | Ladda upp en bild av detta fornminne      |
| Naverstad 166:3                       | Hög                 |              | Naverstad, Bohuslän |       | 58.765582, 11.565031 | 10158301660003 | Ladda upp en bild av detta fornminne      |
| Naverstad 166:4                       | Stensättning        |              | Naverstad, Bohuslän |       | 58.765508, 11.565214 | 10158301660004 | Ladda upp en bild av detta fornminne      |
| Naverstad 166:5                       | Stensättning        |              | Naverstad, Bohuslän |       | 58.765468, 11.565375 | 10158301660005 | Ladda upp en bild av detta fornminne      |
| Naverstad 166:6                       | Hög                 |              | Naverstad, Bohuslän |       | 58.766418, 11.564826 | 10158301660006 | Ladda upp en bild av detta fornminne      |
| Naverstad 166:7                       | Hög                 |              | Naverstad, Bohuslän |       | 58.764534, 11.566400 | 10158301660007 | Ladda upp en bild av detta fornminne      |
| Naverstad 166:8                       | Hällristning        |              | Naverstad, Bohuslän |       | 58.764312, 11.566482 | 10158301660008 | Ladda upp en bild av detta fornminne      |
| Naverstad 169:101                     | Gravfält            |              | Naverstad, Bohuslän |       | 58.763639, 11.542892 | 10158301690101 | Ladda upp en bild av detta fornminne      |
| Naverstad 169:201                     | Stensättning        |              | Naverstad, Bohuslän |       | 58.763272, 11.543857 | 10158301690201 | Ladda upp en bild av detta fornminne      |
| Naverstad 172:1                       | Gravfält            |              | Naverstad, Bohuslän |       | 58.763291, 11.555180 | 10158301720001 | Ladda upp en bild av detta fornminne      |
| Naverstad 173:1                       | Hög                 |              | Naverstad, Bohuslän |       | 58.763201, 11.559844 | 10158301730001 | Ladda upp en bild av detta fornminne      |
| Naverstad 173:2                       | Hög                 |              | Naverstad, Bohuslän |       | 58.763059, 11.559881 | 10158301730002 | Ladda upp en bild av detta fornminne      |
| Naverstad 175:1                       | Röse                |              | Naverstad, Bohuslän |       | 58.749972, 11.530762 | 10158301750001 | Ladda upp en bild av detta fornminne      |
| Naverstad 177:1                       | Hög                 |              | Naverstad, Bohuslän |       | 58.739289, 11.535561 | 10158301770001 | Ladda upp en bild av detta fornminne      |
| Naverstad 178:1                       | Stensättning        |              | Naverstad, Bohuslän |       | 58.743106, 11.548687 | 10158301780001 | Ladda upp en bild av detta fornminne      |
| Naverstad 179:1                       | Röse                |              | Naverstad, Bohuslän |       | 58.741703, 11.550172 | 10158301790001 | Ladda upp en bild av detta fornminne      |
| Naverstad 180:1                       | Hög                 |              | Naverstad, Bohuslän |       | 58.741149, 11.550021 | 10158301800001 | Ladda upp en bild av detta fornminne      |
| Naverstad 180:2                       | Hög                 |              | Naverstad, Bohuslän |       | 58.740863, 11.550060 | 10158301800002 | Ladda upp en bild av detta fornminne      |
| Naverstad 181:1                       | Hög                 |              | Naverstad, Bohuslän |       | 58.745976, 11.561695 | 10158301810001 | Ladda upp en bild av detta fornminne      |
| Naverstad 186:1                       | Hög                 |              | Naverstad, Bohuslän |       | 58.726411, 11.565674 | 10158301860001 | Ladda upp en bild av detta fornminne      |
| Naverstad 186:2                       | Hög                 |              | Naverstad, Bohuslän |       | 58.726317, 11.565547 | 10158301860002 | Ladda upp en bild av detta fornminne      |
| (Trollskogen) (Naverstad 188:1)       | Gravfält            |              | Naverstad, Bohuslän |       | 58.716895, 11.563466 | 10158301880001 | Ladda upp en bild av detta fornminne      |
| Naverstad 193:1                       | Gravfält            |              | Naverstad, Bohuslän |       | 58.784938, 11.586268 | 10158301930001 | Ladda upp en bild av detta fornminne      |
| Naverstad 194:1                       | Hög                 |              | Naverstad, Bohuslän |       | 58.783625, 11.588638 | 10158301940001 | Ladda upp en bild av detta fornminne      |
| Naverstad 195:1                       | Hög                 |              | Naverstad, Bohuslän |       | 58.773299, 11.580937 | 10158301950001 | Ladda upp en bild av detta fornminne      |
| Naverstad 195:2                       | Stensättning        |              | Naverstad, Bohuslän |       | 58.773213, 11.581068 | 10158301950002 | Ladda upp en bild av detta fornminne      |
| Mårtensröd (Naverstad 196:1)          | Hög                 |              | Naverstad, Bohuslän |       | 58.778990, 11.597442 | 10158301960001 | Ladda upp en bild av detta fornminne      |
| Naverstad 198:1                       | Hög                 |              | Naverstad, Bohuslän |       | 58.772797, 11.597100 | 10158301980001 | Ladda upp en bild av detta fornminne      |
| Naverstad 202:1                       | Stensättning        |              | Naverstad, Bohuslän |       | 58.767617, 11.605055 | 10158302020001 | Ladda upp en bild av detta fornminne      |
| Naverstad 202:2                       | Hög                 |              | Naverstad, Bohuslän |       | 58.767626, 11.605331 | 10158302020002 | Ladda upp en bild av detta fornminne      |
| Naverstad 202:3                       | Hög                 |              | Naverstad, Bohuslän |       | 58.767522, 11.605758 | 10158302020003 | Ladda upp en bild av detta fornminne      |
| Naverstad 202:4                       | Hög                 |              | Naverstad, Bohuslän |       | 58.767488, 11.606125 | 10158302020004 | Ladda upp en bild av detta fornminne      |
| Naverstad 203:1                       | Stensättning        |              | Naverstad, Bohuslän |       | 58.764308, 11.591219 | 10158302030001 | Ladda upp en bild av detta fornminne      |
| Naverstad 203:3                       | Hög                 |              | Naverstad, Bohuslän |       | 58.764053, 11.591715 | 10158302030003 | Ladda upp en bild av detta fornminne      |
| Naverstad 204:1                       | Gravfält            |              | Naverstad, Bohuslän |       | 58.764041, 11.607528 | 10158302040001 | Ladda upp en bild av detta fornminne      |
| Naverstad 205:1                       | Gravfält            |              | Naverstad, Bohuslän |       | 58.761522, 11.610844 | 10158302050001 | Ladda upp en bild av detta fornminne      |
| Naverstad 206:1                       | Gravfält            |              | Naverstad, Bohuslän |       | 58.759030, 11.614017 | 10158302060001 | Ladda upp en bild av detta fornminne      |
| Naverstad 207:1                       | Gravfält            |              | Naverstad, Bohuslän |       | 58.759382, 11.616153 | 10158302070001 | Ladda upp en bild av detta fornminne      |
| Naverstad 208:1                       | Gravfält            |              | Naverstad, Bohuslän |       | 58.761513, 11.612544 | 10158302080001 | Ladda upp en bild av detta fornminne      |
| Naverstad 210:1                       | Röse                |              | Naverstad, Bohuslän |       | 58.758807, 11.594216 | 10158302100001 | Ladda upp en bild av detta fornminne      |
| Naverstad 211:1                       | Hög                 |              | Naverstad, Bohuslän |       | 58.755763, 11.620564 | 10158302110001 | Ladda upp en bild av detta fornminne      |
| Naverstad 211:2                       | Stensättning        |              | Naverstad, Bohuslän |       | 58.755535, 11.620763 | 10158302110002 | Ladda upp en bild av detta fornminne      |
| Naverstad 214:1                       | Hög                 |              | Naverstad, Bohuslän |       | 58.750035, 11.631221 | 10158302140001 | Ladda upp en bild av detta fornminne      |
| Naverstad 214:2                       | Stensättning        |              | Naverstad, Bohuslän |       | 58.750105, 11.631438 | 10158302140002 | Ladda upp en bild av detta fornminne      |
| Naverstad 214:3                       | Stensättning        |              | Naverstad, Bohuslän |       | 58.750156, 11.631640 | 10158302140003 | Ladda upp en bild av detta fornminne      |
| Naverstad 215:1                       | Hög                 |              | Naverstad, Bohuslän |       | 58.750446, 11.640923 | 10158302150001 | Ladda upp en bild av detta fornminne      |
| Naverstad 215:2                       | Hög                 |              | Naverstad, Bohuslän |       | 58.750717, 11.641549 | 10158302150002 | Ladda upp en bild av detta fornminne      |
| Naverstad 216:1                       | Stensättning        |              | Naverstad, Bohuslän |       | 58.753490, 11.578886 | 10158302160001 | Ladda upp en bild av detta fornminne      |
| Olsborg (Naverstad 218:1)             | Fornborg            |              | Naverstad, Bohuslän |       | 58.748149, 11.576506 | 10158302180001 | Ladda upp en bild av detta fornminne      |
| Naverstad 219:1                       | Stenkrets           |              | Naverstad, Bohuslän |       | 58.749696, 11.580963 | 10158302190001 | Ladda upp en bild av detta fornminne      |
| Naverstad 219:2                       | Hög                 |              | Naverstad, Bohuslän |       | 58.749581, 11.581028 | 10158302190002 | Ladda upp en bild av detta fornminne      |
| Naverstad 219:3                       | Stensättning        |              | Naverstad, Bohuslän |       | 58.749791, 11.580848 | 10158302190003 | Ladda upp en bild av detta fornminne      |
| Naverstad 222:1                       | Hög                 |              | Naverstad, Bohuslän |       | 58.748484, 11.597728 | 10158302220001 | Ladda upp en bild av detta fornminne      |
| Naverstad 222:2                       | Hög                 |              | Naverstad, Bohuslän |       | 58.748123, 11.597700 | 10158302220002 | Ladda upp en bild av detta fornminne      |
| Naverstad 229:1                       | Hög                 |              | Naverstad, Bohuslän |       | 58.743220, 11.601146 | 10158302290001 | Ladda upp en bild av detta fornminne      |
| Naverstad 231:1                       | Gravfält            |              | Naverstad, Bohuslän |       | 58.740002, 11.614777 | 10158302310001 | Ladda upp en bild av detta fornminne      |
| Naverstad 232:1                       | Gravfält            |              | Naverstad, Bohuslän |       | 58.736682, 11.580614 | 10158302320001 | Ladda upp en bild av detta fornminne      |
| Naverstad 236:1                       | Hög                 |              | Naverstad, Bohuslän |       | 58.738129, 11.622010 | 10158302360001 | Ladda upp en bild av detta fornminne      |
| Naverstad 237:1                       | Stensättning        |              | Naverstad, Bohuslän |       | 58.736902, 11.622167 | 10158302370001 | Ladda upp en bild av detta fornminne      |
| Naverstad 238:1                       | Stensättning        |              | Naverstad, Bohuslän |       | 58.736134, 11.622029 | 10158302380001 | Ladda upp en bild av detta fornminne      |
| Naverstad 239:1                       | Hög                 |              | Naverstad, Bohuslän |       | 58.740749, 11.641378 | 10158302390001 | Ladda upp en bild av detta fornminne      |
| Naverstad 240:1                       | Stensättning        |              | Naverstad, Bohuslän |       | 58.737173, 11.648018 | 10158302400001 | Ladda upp en bild av detta fornminne      |
| Naverstad 243:1                       | Stenkammargrav      |              | Naverstad, Bohuslän |       | 58.726621, 11.577454 | 10158302430001 | Ladda upp en bild av detta fornminne      |
| Naverstad 243:2                       | Stensättning        |              | Naverstad, Bohuslän |       | 58.726694, 11.577203 | 10158302430002 | Ladda upp en bild av detta fornminne      |
| Naverstad 243:3                       | Stensättning        |              | Naverstad, Bohuslän |       | 58.726498, 11.577797 | 10158302430003 | Ladda upp en bild av detta fornminne      |
| Naverstad 245:1                       | Stensättning        |              | Naverstad, Bohuslän |       | 58.725759, 11.579391 | 10158302450001 | Ladda upp en bild av detta fornminne      |
| Naverstad 246:1                       | Hög                 |              | Naverstad, Bohuslän |       | 58.727079, 11.629092 | 10158302460001 | Ladda upp en bild av detta fornminne      |
| Naverstad 246:2                       | Hög                 |              | Naverstad, Bohuslän |       | 58.727020, 11.629861 | 10158302460002 | Ladda upp en bild av detta fornminne      |
| Naverstad 248:1                       | Gravfält            |              | Naverstad, Bohuslän |       | 58.712595, 11.557576 | 10158302480001 | Ladda upp en bild av detta fornminne      |
| Naverstad 257:1                       | Hög                 |              | Naverstad, Bohuslän |       | 58.726188, 11.630427 | 10158302570001 | Ladda upp en bild av detta fornminne      |
| Naverstad 260:1                       | Stensättning        |              | Naverstad, Bohuslän |       | 58.728200, 11.587048 | 10158302600001 | Ladda upp en bild av detta fornminne      |
| Naverstad 263:1                       | Stensättning        |              | Naverstad, Bohuslän |       | 58.749766, 11.598775 | 10158302630001 | Ladda upp en bild av detta fornminne      |
| Naverstad 264:1                       | Stensättning        |              | Naverstad, Bohuslän |       | 58.737867, 11.580503 | 10158302640001 | Ladda upp en bild av detta fornminne      |
| Naverstad 264:2                       | Stensättning        |              | Naverstad, Bohuslän |       | 58.737522, 11.580422 | 10158302640002 | Ladda upp en bild av detta fornminne      |
| Naverstad 293:1                       | Hällristning        |              | Naverstad, Bohuslän |       | 58.818069, 11.547016 | 10158302930001 | Ladda upp en bild av detta fornminne      |
| Naverstad 298:1                       | Röse                |              | Naverstad, Bohuslän |       | 58.869403, 11.553338 | 10158302980001 | Ladda upp en bild av detta fornminne      |
| Naverstad 298:2                       | Röse                |              | Naverstad, Bohuslän |       | 58.869292, 11.553526 | 10158302980002 | Ladda upp en bild av detta fornminne      |
| Naverstad 302:101                     | Gravfält            |              | Naverstad, Bohuslän |       | 58.768350, 11.562747 | 10158303020101 | Ladda upp en bild av detta fornminne      |
| Naverstad 302:201                     | Gravfält            |              | Naverstad, Bohuslän |       | 58.768343, 11.562158 | 10158303020201 | Ladda upp en bild av detta fornminne      |
| Naverstad 303:1                       | Stensättning        |              | Naverstad, Bohuslän |       | 58.767391, 11.560340 | 10158303030001 | Ladda upp en bild av detta fornminne      |
| Gullhög (Naverstad 304:1)             | Hällristning        |              | Naverstad, Bohuslän |       | 58.773047, 11.556087 | 10158303040001 | Ladda upp en bild av detta fornminne      |
| Gullhög (Naverstad 304:2)             | Hällristning        |              | Naverstad, Bohuslän |       | 58.772920, 11.555792 | 10158303040002 | Ladda upp en bild av detta fornminne      |
| Naverstad 307:1                       | Hög                 |              | Naverstad, Bohuslän |       | 58.778036, 11.547867 | 10158303070001 | Ladda upp en bild av detta fornminne      |
| Naverstad 310:1                       | Röse                |              | Naverstad, Bohuslän |       | 58.760029, 11.460567 | 10158303100001 | Ladda upp en bild av detta fornminne      |
| Naverstad 310:2                       | Stensättning        |              | Naverstad, Bohuslän |       | 58.759907, 11.460390 | 10158303100002 | Ladda upp en bild av detta fornminne      |
| Naverstad 312:1                       | Hög                 |              | Naverstad, Bohuslän |       | 58.743190, 11.469030 | 10158303120001 | Ladda upp en bild av detta fornminne      |
| Naverstad 315:1                       | Hög                 |              | Naverstad, Bohuslän |       | 58.719437, 11.565177 | 10158303150001 | Ladda upp en bild av detta fornminne      |
| Naverstad 317:1                       | Röse                |              | Naverstad, Bohuslän |       | 58.744129, 11.601751 | 10158303170001 | Ladda upp en bild av detta fornminne      |
| Naverstad 318:1                       | Gravfält            |              | Naverstad, Bohuslän |       | 58.742499, 11.600302 | 10158303180001 | Ladda upp en bild av detta fornminne      |
| Naverstad 319:1                       | Gravfält            |              | Naverstad, Bohuslän |       | 58.740815, 11.600483 | 10158303190001 | Ladda upp en bild av detta fornminne      |
| Naverstad 320:1                       | Hög                 |              | Naverstad, Bohuslän |       | 58.739909, 11.550793 | 10158303200001 | Ladda upp en bild av detta fornminne      |
| Naverstad 320:2                       | Stensättning        |              | Naverstad, Bohuslän |       | 58.740016, 11.551263 | 10158303200002 | Ladda upp en bild av detta fornminne      |
| Naverstad 320:3                       | Stensättning        |              | Naverstad, Bohuslän |       | 58.739933, 11.551205 | 10158303200003 | Ladda upp en bild av detta fornminne      |
| Naverstad 320:4                       | Stensättning        |              | Naverstad, Bohuslän |       | 58.739704, 11.550855 | 10158303200004 | Ladda upp en bild av detta fornminne      |
| Drakstenen (Naverstad 322:1)          | Röse                |              | Naverstad, Bohuslän |       | 58.748174, 11.634802 | 10158303220001 | Ladda upp en bild av detta fornminne      |
| Naverstad 324:1                       | Hög                 |              | Naverstad, Bohuslän |       | 58.764266, 11.567959 | 10158303240001 | Ladda upp en bild av detta fornminne      |
| Galgberget (Naverstad 332:1)          | Stensättning        |              | Naverstad, Bohuslän |       | 58.750991, 11.583303 | 10158303320001 | Ladda upp en bild av detta fornminne      |
| Naverstad 338:1                       | Hög                 |              | Naverstad, Bohuslän |       | 58.767172, 11.606974 | 10158303380001 | Ladda upp en bild av detta fornminne      |
| Naverstad 339:1                       | Hög                 |              | Naverstad, Bohuslän |       | 58.763634, 11.580696 | 10158303390001 | Ladda upp en bild av detta fornminne      |
| Naverstad 339:2                       | Hög                 |              | Naverstad, Bohuslän |       | 58.763530, 11.580812 | 10158303390002 | Ladda upp en bild av detta fornminne      |
| Naverstad 341:1                       | Hög                 |              | Naverstad, Bohuslän |       | 58.750847, 11.626583 | 10158303410001 | Ladda upp en bild av detta fornminne      |
| Naverstad 341:2                       | Hög                 |              | Naverstad, Bohuslän |       | 58.750705, 11.626634 | 10158303410002 | Ladda upp en bild av detta fornminne      |
| Naverstad 341:3                       | Stensättning        |              | Naverstad, Bohuslän |       | 58.750689, 11.627293 | 10158303410003 | Ladda upp en bild av detta fornminne      |
| Naverstad 341:4                       | Stensättning        |              | Naverstad, Bohuslän |       | 58.750636, 11.627610 | 10158303410004 | Ladda upp en bild av detta fornminne      |
| Naverstad 342:1                       | Hög                 |              | Naverstad, Bohuslän |       | 58.783095, 11.589219 | 10158303420001 | Ladda upp en bild av detta fornminne      |
| Naverstad 345:1                       | Gravfält            |              | Naverstad, Bohuslän |       | 58.739479, 11.550177 | 10158303450001 | Ladda upp en bild av detta fornminne      |
| Naverstad 351:1                       | Röse                |              | Naverstad, Bohuslän |       | 58.867478, 11.564512 | 10158303510001 | Ladda upp en bild av detta fornminne      |
| Naverstad 354:1                       | Röse                |              | Naverstad, Bohuslän |       | 58.847214, 11.572824 | 10158303540001 | Ladda upp en bild av detta fornminne      |
| Naverstad 365:1                       | Hög                 |              | Naverstad, Bohuslän |       | 58.854265, 11.578431 | 10158303650001 | Ladda upp en bild av detta fornminne      |
| Naverstad 365:2                       | Hög                 |              | Naverstad, Bohuslän |       | 58.854129, 11.578641 | 10158303650002 | Ladda upp en bild av detta fornminne      |
| Naverstad 365:3                       | Hög                 |              | Naverstad, Bohuslän |       | 58.854361, 11.578591 | 10158303650003 | Ladda upp en bild av detta fornminne      |
| Naverstad 366:1                       | Stensättning        |              | Naverstad, Bohuslän |       | 58.826440, 11.638999 | 10158303660001 | Ladda upp en bild av detta fornminne      |
| Tattarstaden (Naverstad 373:1)        | Lägenhetsbebyggelse |              | Naverstad, Bohuslän |       | 58.887138, 11.481691 | 10158303730001 | Ladda upp en bild av detta fornminne      |
| Naverstad 375:1                       | Röse                |              | Naverstad, Bohuslän |       | 58.795621, 11.574787 | 10158303750001 | Ladda upp en bild av detta fornminne      |
| Naverstad 375:2                       | Hög                 |              | Naverstad, Bohuslän |       | 58.795402, 11.575281 | 10158303750002 | Ladda upp en bild av detta fornminne      |
| Naverstad 376:1                       | Röse                |              | Naverstad, Bohuslän |       | 58.866655, 11.617000 | 10158303760001 | Ladda upp en bild av detta fornminne      |
| Naverstad 385:1                       | Stensättning        |              | Naverstad, Bohuslän |       | 58.798755, 11.550355 | 10158303850001 | Ladda upp en bild av detta fornminne      |
| Naverstad 385:2                       | Stensättning        |              | Naverstad, Bohuslän |       | 58.798389, 11.550450 | 10158303850002 | Ladda upp en bild av detta fornminne      |
| Naverstad 461:1                       | Stensättning        |              | Naverstad, Bohuslän |       | 58.837526, 11.512200 | 10158304610001 | Ladda upp en bild av detta fornminne      |
| Naverstad 473:1                       | Stensättning        |              | Naverstad, Bohuslän |       | 58.825920, 11.545660 | 10158304730001 | Ladda upp en bild av detta fornminne      |
| Naverstad 497:1                       | Gravfält            |              | Naverstad, Bohuslän |       | 58.741736, 11.569284 | 10158304970001 | Ladda upp en bild av detta fornminne      |
| Naverstad 591                         | Stensättning        |              | Naverstad, Bohuslän |       | 58.850259, 11.638514 | 12000000112804 | Ladda upp en bild av detta fornminne      |
| Naverstad 611                         | Stensättning        |              | Naverstad, Bohuslän |       | 58.743882, 11.452615 | 12000000112880 | Ladda upp en bild av detta fornminne      |
| Naverstad 615                         | Stensättning        |              | Naverstad, Bohuslän |       | 58.739982, 11.659861 | 12000000127591 | Ladda upp en bild av detta fornminne      |